# Сплюшка
Сплюшка або совка (Otus) — рід птахів родини совових (Strigidae) ряду совоподібних (Strigiformes). В Україні зустрічається один представник цього роду — сплюшка євразійська (Otus scops).

## Загальна характеристика
До сплюшок належать птахи невеликих та середніх розмірів, з довжиною тіла 15−30 см. Для них характерний відносно легкий та стрункий вигляд. Крила довгі та вузькі, хвіст короткий, дещо заокруглений. Лицевий диск неповний. Є пір'єві вушка. Дзьоб короткий, загнутий, з характерно здутою восковицею. У деяких видів пальці голі або вкриті щетинками, у інших більш або менш оперені. Більшість видів зустрічаються у сірій та буро-рудуватій варіаціях.
Сплюшки − поширений рід, населяють різноманітні місцевості, але, головним чином, пов'язані з наявністю деревної рослинності. Більшість видів зустрічається у тропіках та субтропіках, небагато — у помірних широтах. Деякі види поширені на окремих островах або групах островів, маючи маленький ареал. Декілька видів совок мешкають у західній півкулі, зокрема, в Центральній та Південній Америці. Вони також населяють Південно-Східну Азію та прилеглі острови. Одні види осілі, інші — перелітні. Найбільший вид — велика сплюшка (Otus gurneyi) має дуже вузький ареал.
У живленні сплюшок основне місце займають комахи (великі за розміром види живляться також дрібними хребетними). Гнізда сплюшки не будують, відкладають яйця (їх зазвичай 4−5) у дупла, заглиблення в урвищах, інколи у гнізда інших птахів. Насиджує самка близько 25 діб. Пташенята стають здатними до польоту у віці одного місяця, або дещо раніше.

## Види
Рід нараховує 59 видів, включно з 3 вимерлими:
- Сплюшка велика (Otus gurneyi)
- Сплюшка білолоба (Otus sagittatus)
- Сплюшка суматранська (Otus rufescens)
- Сплюшка цейлонська (Otus thilohoffmanni)[4]
- Сплюшка жовтодзьоба (Otus icterorhynchus)
- Сплюшка кенійська (Otus ireneae)
- Сплюшка андаманська (Otus balli)
- Сплюшка флореська (Otus alfredi)
- Сплюшка гірська (Otus spilocephalus)
- Сплюшка яванська (Otus angelinae)
- Сплюшка мінданайська (Otus mirus)
- Сплюшка лусонська (Otus longicornis)
- Сплюшка міндорійська (Otus mindorensis)
- Сплюшка сан-томейська (Otus hartlaubi)
- Тороторока (Otus madagascariensis)[5]
- Сплюшка мадагаскарська (Otus rutilus)
- Сплюшка майотська (Otus mayottensis)[6]
- Сплюшка карталанська (Otus pauliani)
- Сплюшка коморська (Otus capnodes)
- Сплюшка могелійська (Otus moheliensis)
- †Сплюшка реюньйонська (Otus grucheti)[7]
- †Сплюшка маврикійська (Otus sauzieri)[8]
- †Сплюшка родригійська (Otus murivorus)[9]
- Сплюшка вогниста (Otus pembaensis)
- Сплюшка євразійська (Otus scops)
- Сплюшка кіпрська (Otus cyprius)[10]
- Сплюшка булана (Otus brucei)
- Сплюшка бліда (Otus pamelae)[11]
- Сплюшка африканська (Otus senegalensis)
- Otus feae[12]
- Сплюшка сокотрійська (Otus socotranus)[13]
- Сплюшка східноазійська (Otus sunia)
- Сплюшка ріукійська (Otus elegans)
- Сплюшка серамська (Otus magicus)
- Otus tempestatis[14]
- Сплюшка сулайська (Otus sulaensis)[15]
- Сплюшка біяцька (Otus beccarii)
- Сплюшка сулавеська (Otus manadensis)
- Otus mendeni[16]
- Сплюшка сіауська (Otus siaoensis)[17]
- Сплюшка сангезька (Otus collari)
- Сплюшка мантананійська (Otus mantananensis)
- Сплюшка магейська (Otus insularis)
- Сплюшка нікобарська (Otus alius)
- Сплюшка сималурська (Otus umbra)
- Сплюшка енганська (Otus enganensis)
- Сплюшка атолова (Otus mentawi)
- Сплюшка малазійська (Otus brookii)
- Сплюшка індійська (Otus bakkamoena)
- Сплюшка бангладеська (Otus lettia)
- Сплюшка японська (Otus semitorques)
- Сплюшка калімантанська (Otus lempiji)
- Сплюшка філіпінська (Otus megalotis)
- Сплюшка негроська (Otus nigrorum)[18]
- Сплюшка самарська (Otus everetti)[19]
- Сплюшка палаванська (Otus fuliginosus)
- Сплюшка сумбейська (Otus silvicola)
- Сплюшка ринджанська (Otus jolandae)[20]
- Сплюшка мікронезійська (Otus podarginus)
- Otus bikegila

Раніше до роду Otus включали ще значний ряд північноамериканських видів, однак тепер частина з них виділені в окремий рід Megascops.
Також описано два види з субфосильних решток:
- Otus mauli
- Otus frutuosoi